# شراردة
شراردة هي قبيلة مغربية من أصل عربي، من بني معقل، استوطنت منطقة سيدي قاسم بالغرب، وكذلك الجنوب الشرقي لفاس.
تنحدر قبيلة شراردة من عدة عشائر عربية في الصحراء، وتافيلالت ودرعة. استعملها المولى إسماعيل في كيش لحماية مدينة فاس.

### تبث المراجع
- Ahmed ben Khâled Ennâsiri Esslâoui. (1906). [[الاستقصا لأخبار دول المغرب الأقصى|Kitâb Elistiqsâ li-Akhbâri doual Elmâgrib Elaqsâ]] (PDF). Archives marocaines. Paris: إرنست لورو [الفرنسية]‏. ج. IX. al-Nasiri1906. مؤرشف من الأصل (PDF) في 2023-12-18. {{استشهاد بكتاب}}: تعارض مسار مع وصلة (مساعدة)صيانة الاستشهاد: علامات ترقيم زائدة (link)
- Direction générale des affaires indigènes (1931). Archives marocaines (PDF). Publication de la Direction générale des affaires indigènes (section sociologique). Paris: Honoré Champion. ج. XXVIII. ص. 65. Volume XXVIII. مؤرشف من الأصل (pdf) في 2022-05-08.  — y sont incluses plusieurs cartes.